# Lucjan Kudzia
Lucjan Jacenty Kudzia (* 1. Januar 1942 in Zawoja) ist ein ehemaliger polnischer Rennrodler.

## Werdegang
Kudzia startete von 1957 bis 1958 für den MKS Krynica, von 1959 bis 1968 für den Olsza Kraków und von 1969 bis 1972 für den Dunajec Nowy Sącz. Nachdem er im Jahr 1962 bei den Rennrodel-Weltmeisterschaften 1962 in Krynica Achter im Einsitzer wurde, errang er im folgenden Jahr bei den Weltmeisterschaften in Imst den fünften Platz und gewann dort im Doppelsitzer zusammen mit Ryszard Pędrak die Goldmedaille. Bei seiner ersten Teilnahme an Olympischen Winterspielen im Februar 1964 in Innsbruck rodelte er auf den 11. Platz im Einsitzer und auf den fünften Rang zusammen mit Ryszard Pędrak im Doppelsitzer. In den folgenden Jahren belegte er bei den Rennrodel-Weltmeisterschaften 1967 in Hammarstrand den 11. Platz im Einsitzer und bei den Olympischen Winterspielen 1968 in Grenoble den 13. Platz im Einsitzer sowie den neunten Rang zusammen mit Stanisław Paczka im Doppelsitzer. Außerdem kam er bei den Rennrodel-Weltmeisterschaften 1970 am Königssee im Einsitzer und im Doppelsitzer jeweils auf den 11. Platz und bei den Rennrodel-Weltmeisterschaften 1971 in Olang auf den neunten Platz im Einsitzer sowie auf den fünften Rang zusammen mit Ryszard Gawior im Doppelsitzer. Letztmals international startete er bei den Olympischen Winterspielen 1972 in Sapporo, wo er den 13. Platz im Einsitzer und den neunten Platz zusammen mit Ryszard Gawior im Doppelsitzer errang. Bei polnischen Meisterschaften siegte er zweimal im Einsitzer (1963, 1969). Zudem wurde er im Jahr 1968 mit Stanisław Paczka und im Jahr 1970 mit Ryszard Rajzinger Meister im Doppelsitzer. Nach seiner Karriere als Rennrodler zog er nach Deutschland und arbeitete dort zunächst als Trainer der Juniorenmannschaft, wobei er der erste Trainer von Georg Hackl war. Von 1985 bis 1990 war er als Co-Trainer der deutschen A-Nationalmannschaft tätig. In den 1990er Jahren kehrte er wieder nach Polen zurück und lebt in Krynica.